# Geonosisiak
A geonosisiak (angolul: Geonosian) a Csillagok háborúja elképzelt univerzumának egyik értelmes népe, ami a Geonosis nevű bolygón él.

## Leírásuk
A geonosisiak rovarszerű értelmes lények. Átlagmagasságuk 1,68–1,78 méter között van. Vannak szárnyas és szárnyatlan egyedeik is. Bőrszínük a sötét narancssárgától és vöröstől a zöldig változik. Hosszúkás arcuk és vékony végtagjaik igen hasonlítanak a B1-es rohamdroidokra, amelyeket éppen ők gyártanak.
A geonosisiak egy-egy kaptárhoz tartoznak, amiben herék, harcosok és egy királynő is van. A királynő tojásokat rak, és irányítja a geonosisi kormányt.
A herék a geonosisi társadalom legalsó kasztja, de ha csatában bizonyítanak, akkor feljebb léphetnek a harcosok kasztjába.
Mint a legtöbb rovarszerű élőlényt, a geonosisiak testét is kitines külső váz borítja. Ez a külső váz megvédi a lényt az ütésektől és a Geonosis bolygót érő sugárzásoktól. Végtagjaik több ízből tevődnek össze. Szemüket vastag szemhéj védi. Megjelenésben és életmódban kétféle geonosisiról beszélhetünk. Az egyik a vezetők kasztjába tartozik, a másik pedig a dolgozókéba és harcosokéba. Változattól függetlenül mindegyik geonosisi kitines bőrében további csontos képződmények vannak, amelyek megvédik a vékony végtagokat és belső szerveket. Mindegyikük nagyon erős.
A geonosisiak két lábon járnak. Karmos lábujjaik segítségével a sziklák repedéseiben is meg tudnak kapaszkodni. A szárnyas egyedek lapockáit fedő csontos lemezek mögött gyorsan verő bőrszerű szárnyak nőnek ki. Sok szárnyas egyed csak fiatal korában repül, idősebb korában többé nem száll fel. A kimondottan dolgozók kasztjába tartozó geonosisiak szárnya csak csökevényesedett maradvány.
A geonosisi 1-6 éves koráig gyermeknek számít, 7-10 év között pedig fiatalnak. 11-35 év között felnőtt, 36-50 év között középkorú és 51-64 év között idős. A 65 éven felüliek ritkák.
A félig értelmes ur-greedle a geonosisi legközelebbi rokona. Mindkét faj ugyanabból az ős rovarszerűből fejlődött ki. Egyik fajban sincsenek Erő-érzékeny egyedek, kivéve Qa-Sivot, akiből jedi lett.
A Geonosis nevű bolygón fejlődtek ki és a talajba vájt labirintusszerű katakombákban élnek. Településeik hollétét a magas, toronyszerű építmények árulják el. Anyanyelvük a geonosisi nyelv, azonban a magasabb rendű kasztbeliek, akiknek kapcsolataik vannak a külvilággal, a galaktikus közös nyelvet is beszélik.
A vezetők, királynők, mint például Nagy Karina agyférgek segítségével biztosítják a dolgozók és harcosok hűségét.
A faj vonzódik az iparhoz és a termeléshez, a herék sokszor gyárakat építenek a külső megrendelők számára.

### Fegyvereik
A geonosisiak szonikus fegyvereket használnak, amik plazmakoncentrációs töltet révén hangenergiát bocsát ki.

## Megnevezett geonosisiak
- Brachtor
- Buzz – férfi; fejvadász
- Gizor Dellso – férfi; mérnök
- Sun Fac – férfi; főhadnagy
- Nagy Karina – királynő
- Kisebb Poggle – férfi; főherceg
- Ikvizi – férfi; tudós
- Bogg – férfi; mérnök
- Tookra – férfi; 2 ABY-ben megkérte Han Solót, hogy szállítson neki valamit
- Gorgol – férfi; a vezér kaszt tagja
- Hadiss the Vaulted – férfi; főherceg volt Kisebb Poggle előtt
- Qa-Siv – férfi; jedi

## Megjelenésük a filmekben, könyvekben, videojátékokban
A geonosisi fajt először „A klónok támadása” című filmben láthatjuk, amikor is a Petranaki arénában Obi-Wan Kenobii, Anakin Skywalkert és Padmé Amidalát három fenevad segítségével ki akarják végezni. Azonban a kivégzés nem sikerül és elkezdődik az első geonosisi csata, amelynek során több ezer geonosisi hal meg.
A geonosisiakat a „Star Wars: A klónok háborúja” című televíziós sorozat több részében is bemutatják.
A fentieken kívül a geonosisiak könyvekben, képregényekben és videojátékokban is szerepelnek, vagy meg vannak említve.

## Fordítás
- Ez a szócikk részben vagy egészben a Geonosian című Wookieepedia-szócikk fordítása. Az eredeti cikk szerkesztőit annak laptörténete sorolja fel.